# پامچال کارنیولا
پامچال کارنیولا (نام علمی: Primula carniolica) نام یک گونه از سرده پامچال است.